# Kujawki (województwo mazowieckie)
Kujawki – kolonia w Polsce położona w województwie mazowieckim, w powiecie otwockim, w gminie Kołbiel.
W latach 1975–1998 miejscowość administracyjnie należała do województwa siedleckiego.